# 波考
波考（德語：Pockau，發音：[ˈpɔkaʊ]）是德国萨克森州厄尔士山县曾经的一个市镇，面积36.04平方千米，2012年12月31日人口为3,867人。2014年1月1日，波考与市镇伦格费尔德合并为新市镇波考-伦格费尔德。